# Albert Krebs (Fußballspieler)
Albert Krebs (* 21. August 1951 in Kirchgandern) ist ein ehemaliger deutscher Fußballspieler. In der höchsten Spielklasse des DDR-Fußballs, der Oberliga, spielte er für den FC Rot-Weiß Erfurt.

## Sportliche Laufbahn

### Gemeinschafts- und Clubstationen
Albert Krebs, der 1961 unter Übungsleiter Oskar Leine bei der BSG Traktor Berlstedt mit dem Fußball begonnen hatte, kam im Alter von 13 Jahren im September 1964 zum SC Turbine Erfurt. Er spielte zunächst als Halbstürmer und war später zentraler Abwehr- oder Mittelfeldspieler.
Von Mai 1969 bis Dezember 1977 gehörte er der ersten Mannschaft des Erfurter Fußballclubs, inzwischen als FC Rot-Weiß antretend, an. In dieser Zeit bestritt Krebs insgesamt 129 Spiele in der DDR-Oberliga, in denen er sieben Tore erzielte. In der Spielzeit 1971/72 reparierten die Blumenstädter den verfehlten Klassenerhalt im Vorjahr mit dem sofortigen Wiederaufstieg.
Zudem stand er bei 20 FDGB-Pokalspielen auf dem Platz und erzielte fünf Tore. Aus gesundheitlichen Gründen musste Albert Krebs, der zum Rückrundenauftakt 1977/78 von seinem Club am Rande des Heimspiels gegen die BSG Wismut Gera verabschiedet wurde, seine aktive Laufbahn bereits im Alter von 26 Jahren beenden.

### Auswahleinsätze
Krebs war Teil der U-18-Auswahl der DDR, die 1970 in Schottland das UEFA-Juniorenturnier, den Vorläufer der Europameisterschaft in dieser Altersklasse, gewann. Insgesamt bestritt er für diese Elf neun Länderspiele. Anfang und Mitte der 1970er-Jahre gehörte er der DDR-Nachwuchsvertretung an. Mit diesem Team, in dem Krebs mehr als 20-mal auflief, wurde er 1974 auf U-23-Ebene Vizeeuropameister.
Am 28. Mai 1975 kam er in Halle beim 1:2 gegen Polen zu seinem einzigen Einsatz in der A-Nationalelf. Das Fachblatt fuwo bewertete ihn dabei wie folgt: „Für den Erfurter Debütanten, der nicht enttäuschte, ein ausgesprochenes Problemspiel. Zuerst der ebenso unberechenbare wie ständig lamentierende Szarmach, dann der listige Marx forderten seinen Behauptungswillen heraus. Klassestürmer muß er hautnäher decken, um der Gefahr, auf engem Raum ausgespielt zu werden, zu entgehen.“ Bereits ein gutes Jahr vor seinem Debüt hatte der Erfurter aufgrund seiner Leistungen in Oberliga und U-23-Auswahldress im vorläufigen DFV-Kader für die WM 1974 in der Bundesrepublik gestanden, aber gehörte dann nicht zu den schlussendlich von Coach Georg Buschner nominierten Akteuren.

## Trainerlaufbahn
Nach seiner aktiven Laufbahn war er zunächst im Nachwuchsbereich des FC Rot-Weiß Erfurt tätig und wurde 1983 Trainer der zweiten Mannschaft, die er in die zweitklassige DDR-Liga führte. Danach war er von 1986 bis 1988 für zwei Jahre Übungsleiter bei Motor Nordhausen, von 1988 bis 1991 bei Einheit Wernigerode und von 1991 bis 1993 beim SSV Erfurt-Nord.
Ab 1993 war er Trainer des SV Rudisleben-Arnstadt in der Thüringenliga, bevor er 2001 erneut die zweite Mannschaft von Rot-Weiß Erfurt übernahm. In der Saison 2004/05 wurde die Mannschaft unter Albert Krebs Thüringenmeister und stieg damit in die NOFV-Oberliga Süd auf, wo das Team in der ersten Saison den 7. Platz belegte. Außerdem gewann die zweite Mannschaft 2005 den Thüringenpokal. Im Elfmeterschießen besiegten sie im Geraer Stadion der Freundschaft den FC Carl Zeiss Jena. In der ersten Runde des DFB-Pokals 2005/06 traf die Mannschaft auf den Bundesligisten Bayer 04 Leverkusen und unterlag dort mit 0:8.
Für die Saison 2010/11 übernahm Albert Krebs zusammen mit seinem Co-Trainer Uwe Abel den Thüringer Landesklässler FC Wartburgstadt Eisenach. Von 2011 bis 2016 war Albert Krebs Trainer vom FC Blau Weiß Dachwig/Döllstädt, die er im zweiten Jahr in die Fußball-Thüringenliga führte. In derselben Spielklasse trainierte der Coach von 2016 bis 2017 den FC An der Fahner Höhe.